# 保安處分
保安處分是屬於刑法刑罰學中以替代自由刑之方式，避免犯罪行為人再犯措施的總稱，例如要求犯罪人進行強制治療，或是將犯罪之青少年交付保護管束。
一般概分為感化教育（三年以下）、監護處分（五年以下）、禁戒處分（一年以下）、強制治療（治癒為止）、保護管束（三年以下）與驅逐出境等。

## 各国法律规定

### 中华人民共和国
根据《中华人民共和国刑法》第三十七条对非刑罚性处置措施规定：“对于犯罪情节轻微不需要判处刑罚的，可以免予刑事处罚，但是可以根据案件的不同情况，予以训诫或者责令具结悔过、赔礼道歉、赔偿损失，或者由主管部门予以行政处罚或者行政处分。”第三十七条之一特别针对教师等特殊行业设立了终身禁业制度。